# Wołgogradskij prospiekt (stacja metra)
Wołgogradskij prospiekt (ros. Волгоградский проспект) – stacja moskiewskiego metra linii Tagańsko-Krasnopriesnieńskiej (kod 114). Stację nazwano od pobliskiej ulicy (Aleja Wołgogradzka). Wyjścia prowadzą na aleję Wołgogradskij Prospekt.

## Wystrój
Stacja jest trzykomorowa, jednopoziomowa, posiada jeden peron. Stacja posiada dwa rzędy 40 kolumn pokrytych białym marmurem. Ściany nad torami obłożono białymi glazurowanymi płytkami ceramicznymi i udekorowano metalowymi panelami przedstawiającymi bitwę pod Stalingradem. Podłogi wyłożono szarym granitem.